# Prokopievsk
Prokop'evsk (în rusă Прокопьевск) este un oraș din regiunea Kemerovo, Federația Rusă, cu o populație de 213.223 locuitori.
1. ↑  OKTMO 179/2016, accesat în 27 octombrie 2016